# Боклаї
Боклаї (біл. вёска Боклаі) — село в складі Мядельського району Мінської області, Білорусь. Село підпорядковане Мядзельській сільській раді, розташоване в північній частині області.